# La Gare Saint-Lazare (pel·lícula)
La Gare Saint-Lazare és una pel·lícula muda francesa de Georges Méliès, estrenada el 1896, produïda per Théâtre Robert-Houdin. Actualment, la pel·lícula es considera perduda.